# استان آذربایجان غربی
استان آذربایجان غربی یکی از ۳۱ استان ایران است، که در شمال غربی ایران قرار دارد و مرکز آن شهر ارومیه است. آذربایجان غربی تنها استان هم‌مرز با کشور ترکیه است. مردم این استان را اکثراً کُردها و آذری‌ها تشکیل می‌دهند و اقلیتی‌هم از آشوریان و ارمنی‌ها نیز در این استان سکونت دارند. پس از شهر ارومیه (مرکز استان)، شهرهای بوکان و خوی، بزرگ‌ترین و پرجمعیت‌ترین شهرهای این استان هستند.

## پیشینه تاریخی
از نظر تاریخی، تاریخ باستانی آذربایجان با تاریخ قوم ماد درآمیخته است. قوم ماد پس از مهاجرت به ایران آرام آرام بخش‌های باختری ایران ازجمله آذربایجان را تصرف کردند. هم‌زمان با این دوران دولت‌هایی در اطراف آذربایجان وجود داشت که از آن جمله می‌توان به دولت آشور در شمال میانرودان، دولت هیتی در آسیای صغیر، دولت اورارتو در بخش‌های شمال و شمال غرب، اقوام کادوسی در خاور و کاسیان در حوالی کوه‌های زاگرس اشاره کرد. در دوران جانشینان اسکندر مقدونی، آذربایجان به ماد کوچک معروف شد که آذربایجان را دربرداشت و ماد بزرگ که مشتمل بر شهرهای کهن همدان، ری، اصفهان و کرمانشاه بود. قابل ذکر است که ماد کوچک نیز به برزخ مادی در بین یونانیان و رومیان معروف بود.
گروهی بر این باورند که نام آذربایجان گرفته شده از «آذرآبادگان» (آذربدگان نگهبان آتشین) و به معنی سرزمین آتش است. بزرگ‌ترین آتشکده‌های زرتشتی در این منطقه بوده است که آذرگشنسپ نامیده می‌شود که ویرانه‌های آن امروزه به نام تخت سلیمان در بخش تخت سلیمان شهرستان تکاب قابل دیدن است. گروهی دیگر ریشه نام گذاری آذربایجان را مربوط به وجود سرداری به نام آتورپات یا اتروپاد می‌دانند. اینان بر این باورند که که پس از چیره شدن اسکندر مقدونی بر ایران، سردار آتورپات در آذربایجان ظهور کرد و از اشغال آن توسط یونانیان پیشگیری کرد. از آن به بعد این سرزمین به نام آتورپاتگان شناخته شد. حکومت جانشینان آتورپات در آذربایجان در زمان اشکانیان نیز ادامه یافت و این منطقه توانست کماکان استقلال درونی خود را در چهارچوب دولت اشکانی حفظ کند. سرانجام اردشیر بابکان بنیان‌گذار پادشاهی ساسانی بر حکمرانان محلی آذربایجان چیرگی یافت و آن را به صورت یک ایالت غیر موروثی اداره نمود.

## جغرافیا
استان آذربایجان غربی در شمال‌غربی ایران قرار گرفته و از شمال به جمهوری آذربایجان و ترکیه، از مغرب به ترکیه و عراق، از شرق به استان آذربایجان شرقی و استان زنجان و از جنوب به استان کردستان محدود است.
مساحت استان برابر ۳۷٫۰۵۹ کیلومتر مربع است که سیزدهمین استان بزرگ کشور محسوب می‌شود و ۲٫۲۵ درصد مساحت کل کشور را تشکیل می‌دهد. جمعیت استان آذربایجان غربی طبق سرشماری سال ۱۳۹۵، ۳٬۲۶۵٬۲۱۹ نفر است که ۴٫۰۸ درصد جمعیت کل کشور را در خود جای داده است و از این لحاظ هشتمین استان پرجمعیت کشور به‌شمار می‌آید.

### ناهمواری‌ها
سراسر مرز استان با ترکیه و عراق از کوه‌های مرتفع دیوارمانندی از شمال به جنوب کشیده شده است که منبع چشمه‌های آب فراوان هستند.

### حوزه‌های آبریز
1. دریاچه ارومیه
2. رود ارس
3. رود زاب کوچک

### آب‌های معدنی
1. ایستی سو شوط؛ در نزدیکی شهر شوط.
2. ایستی سو: در نزدیکی گردنه قوشچی.
3. آب گرم محال باراندوز: در نزدیکی قریهٔ هفت‌آباد ارومیه.
4. آب معدنی کوه زنبیل: در کنار دریاچهٔ ارومیه.
5. آب معدنی دریک: که بسیار گوارا بوده و در روستای دریک سلماس قرار دارد.
6. آب معدنی کانی گراوان: در روستای کانی گویز در نزدیکی شهر رَبَط، فاصلهٔ ۲ کیلومتری
7. آب معدنی شیخ معروف: در جاده نقده-مهاباد.

### بلندی‌ها
1. رشته‌کوه‌های مرزی ترکیه و عراق
2. کوه اورین
3. گردنهٔ قوشچی
4. کوه‌های باستان
5. کوه بینار شهرستان ارومیه
6. کوه قندیل
7. کوه حاجی ابراهیم
8. کوه طرغه
9. کوه سلطان یعقوب

### رودخانه‌ها
- رود گادر
- زرینه رود
- سیمینه رود
- مهابادرود
- رود براندوز
- زاب کوچک
- رود سیلوانه
- رود نازلو
- رود زولا[۶]

### جنگل‌ها
جنگل‌های طبیعی استان، هرچند که در قسمت‌هایی از پیرانشهر و مهاباد وجود دارد، ولی مناطق وسیع جنگلی در سردشت قرار گرفته است که مساحت آن را بین ۶۰ تا ۸۰ هزار هکتار تخمین می‌زنند. کل مساحت جنگل‌های مصنوعی در استان به ۳۲۰ هکتار در قطعات متفاوت می‌رسد.

## مردم‌شناسی

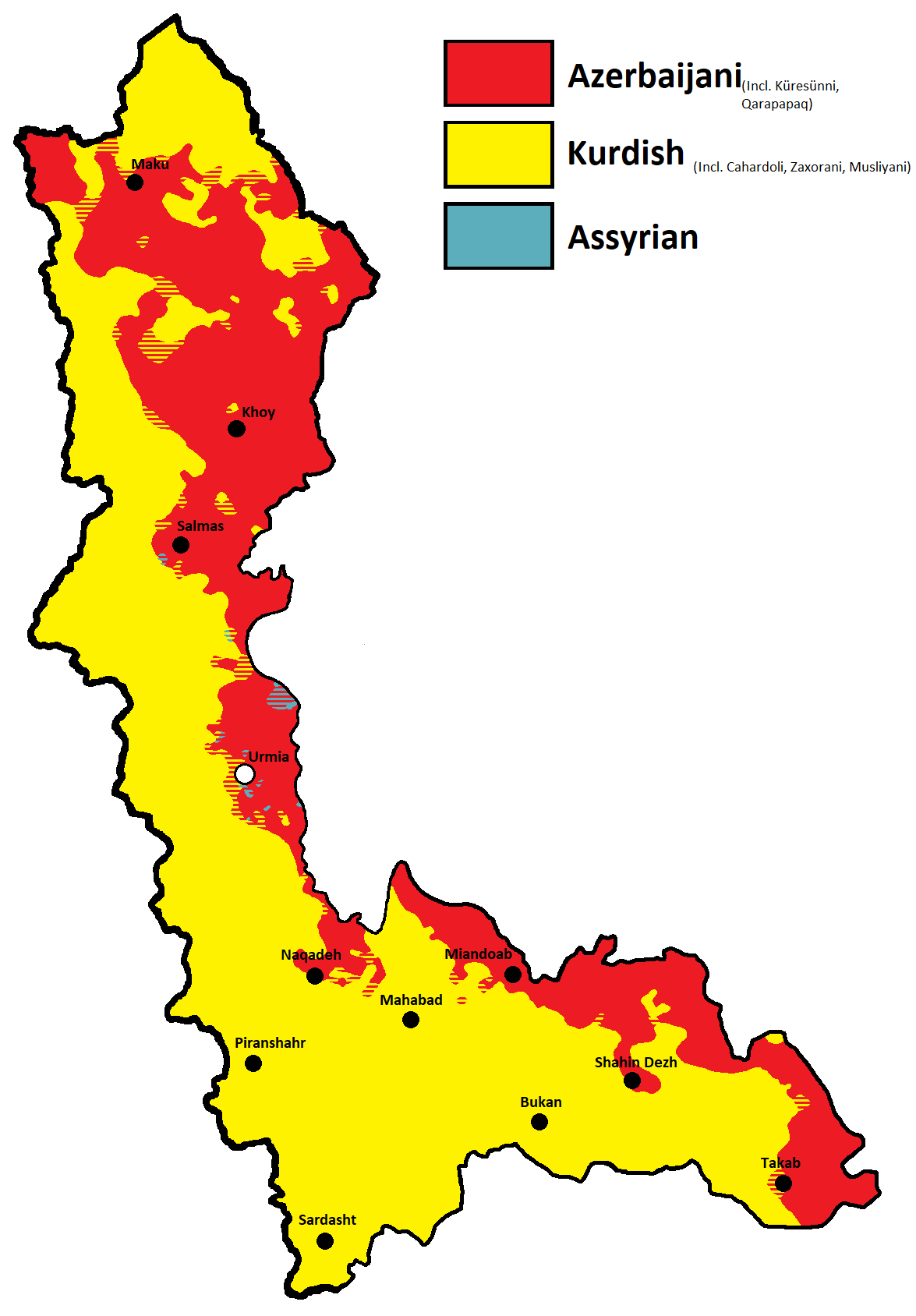
پراکندگی اقوام در استان آذربایجان غربی

بخشی از این استان را مردم کُرد و بخش دیگر را مردم آذربایجانی تشکیل می‌دهند. همچنین اقلیت‌های آشوری و ارمنی هم در استان ساکن هستند
در استان آذربایجان غربی علاوه بر زبان‌های کردی و ترکی آذربایجانی عده‌ای از مردم نیز به زبان‌های ارمنی و آرامی نو آشوری سخن می‌گویند.

## موقعیت اقتصادی اجتماعی
این استان یکی از مناطق مستعد کشاورزی است. علاوه بر این وجود ایل‌ها و عشایر در دامداری استان نقش قابل توجهی دارد. این استان از نظر اکتشاف و بهره‌برداری منابع معدنی نسبت به سایر استانها در وضع مطلوبی قرار ندارد. بررسی ترکیب کارگاه‌های موجود استان نیز نشان می‌دهد که دو گروه صنعتی کانیهای غیرفلزی و غذایی - داروئی در بین سایر صنایع بالاترین تعداد میزان اشتغال را دارد. ازجمله معادن این استان می‌توان به معادن مصالح و سنگ‌های ساختمانی، گرانیت، میکا، زرنیخ، تالک، تراورتن، طلا، خاک نسوز و پوکه معدنی اشاره کرد.

## استانداری

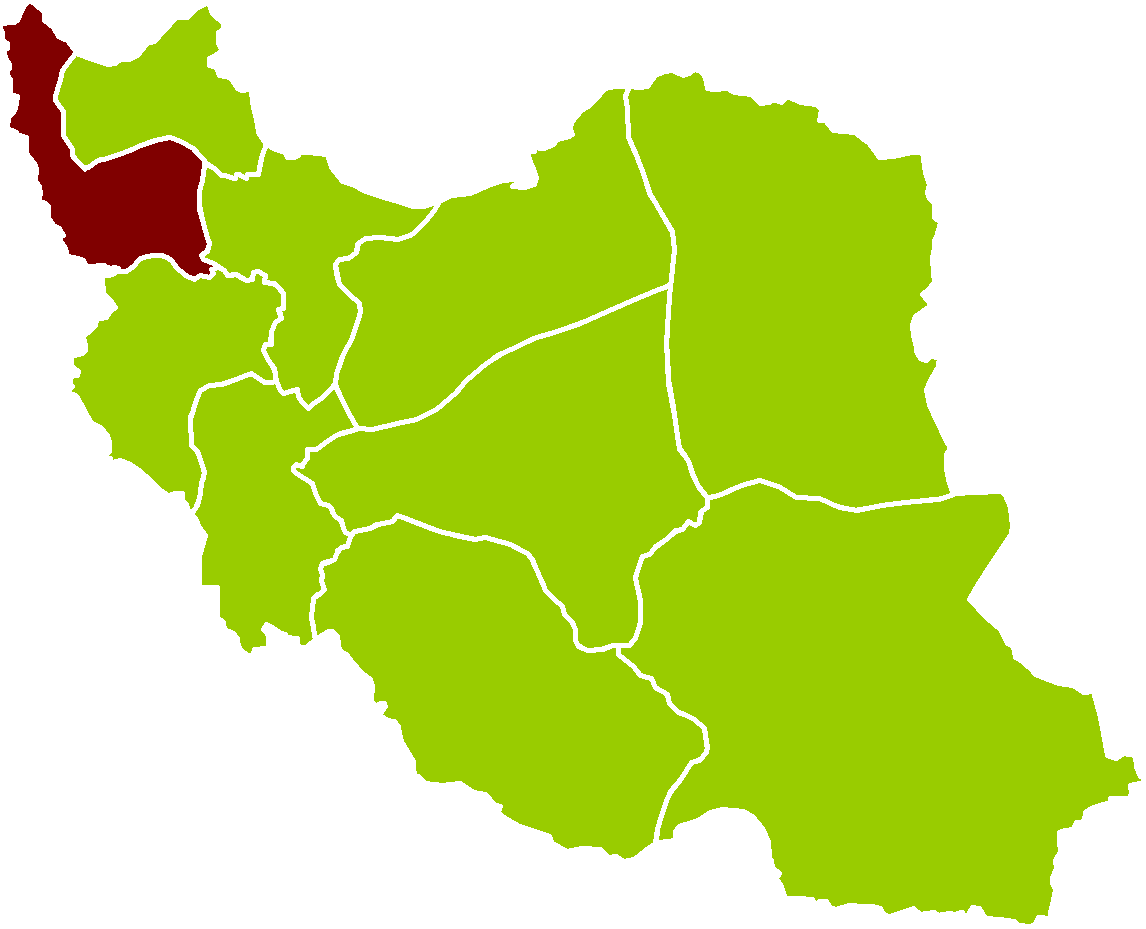
استان آذربایجان غربی در استان چهارم، دوره پهلوی

طبق قانون مصوب ۱۶ آبان ۱۳۱۶ تقسیمات کشوری، ارومیه-با نام قبلیش، رضائیه-در استان شمال غرب قرار گرفت. در سوم بهمن همان سال آذربایجان شرقی و غربی از یکدیگر جدا شده و ارومیه جزو استان چهارم قرار گرفت. از سال ۱۳۴۴ این استان با نام آذربایجان غربی شناخته می‌شود. در سال ۱۳۴۴ قسمت‌هایی از نواحی جنوبی منطقهٔ کردنشین (بوکان) از این استان جدا گردید و به استان کردستان الحاق شد.

## شهرستان‌های استان
استان آذربایجان غربی در سال ۱۳۹۵ دارای ۱۹ شهرستان، ۴۲ بخش، ۴۲ شهر، ۱۰۹ دهستان و ۳۷۲۸ آبادی است و مرکز آن شهر تاریخی ارومیه بوده است. از لحاظ وسعت و جمعیت شهرستان ارومیه بزرگ‌ترین و پر جمعیت‌ترین و شهرستان چهاربرج کوچک‌ترین و شهرستان باروق کم جمعیت‌ترین شهرستان‌های استان هستند. ارومیه، خوی و بوکان سه شهرستان پرجمعیت این استان به‌شمار می‌روند.

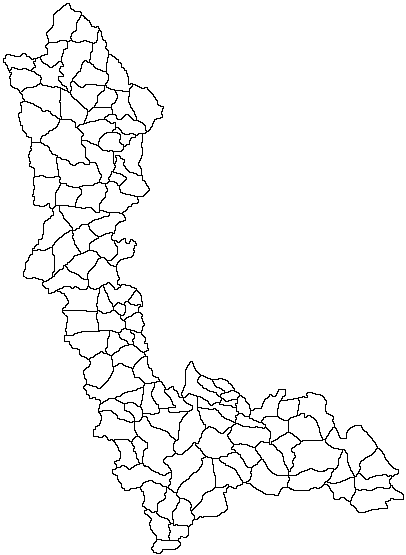
نقشه استان آذربایجان غربی به تفکیک دهستان

آمار رتبه جمعیت و جمعیت شهرستان‌های این استان در سال ۱۳۹۵ بدین قرار است:
| نام‌شهرستان       | جمعیت (۱۳۹۵) | رتبه‌جمعیت | درصدباسوادی (۱۳۸۵) | رتبه‌باسوادی (۱۳۸۵) | مساحت کیلومتر مربع | میزان شهرنشینی | رتبه‌مساحت |
| ---------------- | ------------ | --------- | ------------------ | ------------------ | ------------------ | -------------- | --------- |
| شهرستان ارومیه   | ۱٬۰۴۰٬۵۶۵    | ۱         | ۷۳٫۵ ٪             | ۱                  | ۵٬۲۵۱              | ۶۸/۴۲٪         | ۲         |
| شهرستان اشنویه   | ۷۳٬۸۸۶       | ۱۳        | ۶۱٫۳ ٪             | ۱۲                 | ۱٬۱۹۳              | ٪ ۵۱/۳۱        | ۱۳        |
| شهرستان بوکان    | ۲۵۱٬۴۰۹      | ۳         | ۶۸٫۶ ٪             | ۲                  | ۲٬۵۴۱              | ٪ ۷۴/۲۵        | ۶         |
| شهرستان پیرانشهر | ۱۳۸٬۸۶۴      | ۷         | ۶۰٫۸ ٪             | ۱۳                 | ۲٬۲۵۹              | ٪ ۵۲/۵۸        | ۸         |
| شهرستان تکاب     | ۸۰٬۵۵۶       | ۱۲        | ۶۶٫۲ ٪             | ۱۰                 | ۲٬۵۲۳              | ٪ ۵۳/۵۳        | ۷         |
| شهرستان خوی      | ۳۴۸٬۶۶۴      | ۲         | ۶۹٫۹ ٪             | ۴                  | ۵٬۵۶۱              | ٪ ۵۸/۳۴        | ۱         |
| شهرستان چالدران  | ۴۶٬۳۹۸       | ۱۵        | ۵۹٫۳ ٪             | ۱۵                 | ۱٬۹۷۵              | ٪ ۳۵/۹۵        | ۱۱        |
| شهرستان چایپاره  | ۴۷٬۲۹۲       | ۱۶        | -- ٪               | --                 | --                 | --             | --        |
| شهرستان شوط      | ۵۵٬۶۸۲       | ۱۴        | ۷۰٪                | ۱۴                 | ۹۳۱                | ۵۰٪            | ۱۷        |
| شهرستان پلدشت    | ۴۲٬۱۷۰       | ۱۷        | -- ٪               | --                 | --                 | --             | --        |
| شهرستان سردشت    | ۱۱۸٬۸۴۹      | ۹         | ۶۲٫۹ ٪             | ۸                  | ۱٬۴۱۱              | ٪ ۴۷/۷۹        | ۱۲        |
| شهرستان سلماس    | ۲۰۳٫۷۰۸      | ۶         | ۶۷٫۸ ٪             | ۹                  | ۲٬۵۴۴              | ٪ ۴۸/۸۷        | ۵         |
| شهرستان شاهین‌دژ  | ۹۲٬۴۵۶       | ۱۰        | ۶۶٫۴ ٪             | ۱۱                 | ۲٬۱۴۴              | ٪ ۴۹/۰۶        | ۱۰        |
| شهرستان ماکو     | ۹۴٬۷۵۱       | ۱۱        | ۶۸٫۳ ٪             | ۷                  | ۴٬۳۳۵              | ٪ ۴۵/۴۹        | ۳         |
| شهرستان مهاباد   | ۲۳۶٬۸۴۹      | ۴         | ۶۹٫۴ ٪             | ۲                  | ۲٬۵۹۲              | ٪ ۶۷/۵۴        | ۴         |
| شهرستان میاندوآب | ۲۲۵٬۳۴۵      | ۵         | ۷۰٫۵ ٪             | ۳                  | ۲٬۲۳۳              | ٪ ۵۱/۰۱        | ۹         |
| شهرستان نقده     | ۱۲۷٬۶۷۱      | ۸         | ۷۰٫۸ ٪             | ۵                  | ۱٬۰۵۰              | ٪ ۶۸/۷۵        | ۱۴        |
| شهرستان چهاربرج  | ۲۶٬۲۱۹       | ۱۸        | -- ٪               | --                 | --                 | --             | ۱۹        |
| شهرستان باروق    | ۲۲٬۳۸۵       | ۱۹        | -- ٪               | --                 | --                 | --             | ۱۸        |

## مناطق دیدنی
- سنگ‌های افسانه‌ای خُرَنج در شهرستان پیرانشهر
- حمام طبیعی دئو اوچان حیدرباغی در شهرستان باروق
- غار آبی، خاکی جبیگلو در شهرستان باروق
- قلعه تاریخی ماننایی‌ها در روستای جان آقا در شهرستان باروق
- تفرجگاه هفت چشمه در نقده
- تپه باستانی حسنلو در نقده
- کوه سلطان یعقوب در نقده
- تخت سلیمان در تکاب
- بقعه ایوب انصاری در تکاب
- زندان برنجه در تکاب
- آبشار قینرجه در تکاب
- قلعه ساری قورخان در تکاب
- چمن متحرک چملی در تکاب
- تپه خلیل‌آباد در شوط
- غار چهل پله خضرلو در شوط
- آبگرم معدنی در شوط
- آرامگاه شمس تبریزی در خوی
- آبشار شلماش در سردشت
- سنگ‌نگاره ساسانی خان‌تختی
- آرامگاه سرداران مکری در بوکان
- سه گنبد
- سد بوکان
- قره‌کلیسا
- تفرجگاه بند، ارومیه
- تپه قپان در شاهین دژ
- تفرجگاه زرینه رود در شاهین دژ
- غار سهولان در مهاباد
- فقرگاه (فه‌قره‌قا) در مهاباد
- سد مهاباد
- تپه قلایچی
- شهر باستانی سه هزار ساله موصاصیر در ربط
- مسجد جامع ارومیه
- سنگ کاظم خان
- کلیسای ننه مریم
- دره قاسملو (گه‌لیه‌خان)
- موزه ارومیه
- سه گنبد
- آبشار سوله‌دوکل در مرگور
- جنگل‌های مرگور (واقع در دره باوان)
- چشمه آب معدنی گراوان در ربط
- دامنه کوه قره داغ دربسر
- بوزخانا چورس
- قرمزی مسجد چورس
- آرامگاه سادات کوه کمره‌ای در چالدران
- دژ بسطام، دژ باستانی دوره اورارتو در روستای بسطام-چایپاره
- غار چهل پله خضرلو در چالدران
- کاخ و موزه باغچه‌جوق در ماکو
- دالانها و غارهای زیرزمین در اطراف کوه آرارات در ماکو

## رودها
| نام رود                | محل جریان                          | مقصد                        | طول (کیلومتر)  |
| ---------------------- | ---------------------------------- | --------------------------- | -------------- |
| زرینه رود              | شاهین دژ، باروق، میاندوآب، چهاربرج | دریاچه ارومیه               | ۲۳۰ طولانی‌ترین |
| زاب بریسو              | پیرانشهر - سردشت                   | آبریز زاب                   | ۲۱۸            |
| رود ارس                | مرز ماکو                           | رود کورا (جمهوری آذربایجان) | -              |
| رود زنگمار             | ماکو - شوط                         | رود ارس                     | ۱۰۳            |
| ساری سو                | ماکو- شوط                          | رود ارس                     | ۱۳۰            |
| رود آق                 | چایپاره                            | رود ارس                     | ۱۰۹            |
| رود قطور               | خوی                                | رود ارس                     | ۱۴۵            |
| مهابادرود (چۆم مهاباد) | مهاباد                             | دریاچه ارومیه               | ۹۲٫۵           |
| رود ساروق              | تکاب                               | زرینه‌رود                    | ۶۶٬۲           |
| رود اجیرلی             | باروق                              | زرینه‌رود                    | -              |
| هاچه سو                | شاهین دژ                           | زرینه‌رود                    | -              |
| رود لیلان              | ملکان - میاندوآب                   | زرینه‌رود                    | -              |
| سیمینه‌رود              | بوکان، میاندوآب                    | دریاچه ارومیه               | ۱۳۹            |
| خلیفان                 | بوکان                              | سیمینه رود                  | -              |
| رود زولا               | سلماس                              | دریاچه ارومیه               | ۸۰٫۵           |
| رود نازلو              | ارومیه                             | دریاچه ارومیه               | ۹۲٫۵           |
| شهرچای                 | ارومیه                             | دریاچه ارومیه               | ۷۲٫۵           |
| رود براندوز            | ارومیه                             | دریاچه ارومیه               | ۶۷٫۵           |
| رود گادر (محمدیار)     | نقده                               | دریاچه ارومیه               | ۱۰۰            |
| رود روضه               | ارومیه                             | دریاچه ارومیه               | ۶۰             |
| رود آواچار             | پیرانشهر                           | آبریز زاب                   | ۶۲             |
| رود لاوین              | پیرانشهر                           | آبریز زاب                   | ۴۹             |
| چم زاب گرژال           | سردشت                              | آبریز زاب                   | ۹۵             |